# Ubiquinol
L’ubiquinol est une benzoquinone réduite (forme phénolique), liposoluble présente dans pratiquement toutes les cellules des mammifères. Il s'agit de la forme réduite de la coenzyme Q10, ou ubiquinone, qui existe sous trois états d'oxydoréduction :
- entièrement oxydée (ubiquinone), Q
- semi-oxydée (semiquinone), Q−
- réduite (ubiquinol), QH2.

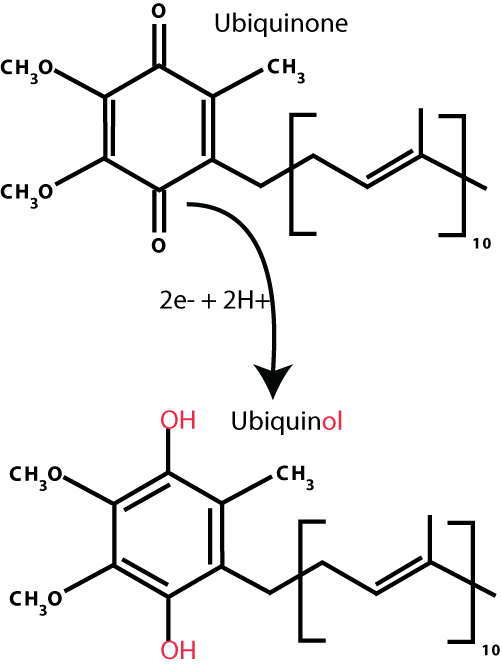

Les rôles bioénergétiques et antioxydants de l'ubiquinol reposent précisément sur sa capacité à échanger des électrons entre ses trois états.
Il intervient notamment comme accepteur d'électrons dans le cycle de Krebs et dans la chaîne respiratoire.